# Портрет Ивана Фёдоровича Паскевича
«Портрет Ивана Фёдоровича Паскевича» — картина Джорджа Доу и его мастерской из Военной галереи Зимнего дворца.
Картина представляет собой погрудный портрет генерал-лейтенанта Ивана Фёдоровича Паскевича на фоне листвы из состава Военной галереи Зимнего дворца.

## Паскевич в 1812—1815 годах
Во время Отечественной войны 1812 года генерал-майор Паскевич был шефом Орловского пехотного полка и командовал 26-й пехотной дивизией, был во многих боях с французами и особо отличился в Бородинском сражении, уличных боях в Вязьме и под Красным. С начала Заграничного похода 1813 года временно командовал 7-м пехотным корпусом, затем был при блокаде Модлина и в сражениях в Саксонии, за отличие в Битве народов под Лейпцигом произведён в генерал-лейтенанты; в кампании 1814 года он командовал 2-й гренадерской дивизией, во главе которой отличился при взятии Парижа. В кампании Ста дней вновь совершил поход во Францию и был при блокаде нескольких крепостей.

## Описание портрета
Изображён в генеральском мундире, введённом для пехотных генералов 7 мая 1817 года, с вензелем императора Александра I на эполетах, на плечи наброшена шинель. Слева на груди генерал-адъютантский аксельбант; на шее крест ордена Св. Георгия 3-го класса; по борту мундира кресты прусского ордена Красного орла 2-й степени и ордена Св. Владимира 2-й степени; справа на груди серебряная медаль «В память Отечественной войны 1812 года» на Андреевской ленте, знак турецкого ордена Полумесяца и звёзды орденов Св. Александра Невского и Св. Владимира 2-й степени. С тыльной стороны картины надписи: Paskevitch и Geo Dawe RA pinxt. Подпись на раме: И. Ѳ. Паскевичъ, Генералъ Лейтенантъ.

## История создания и варианты
Несмотря на то, что 18 августа 1820 года Комитетом Главного штаба по аттестации Паскевич был включён в список «генералов, заслуживающих быть написанными в галерею», фактическое решение было принято ранее этой даты — аванс Доу был выплачен 17 декабря 1819 года и 10 марта 1820 года он получил оставшуюся часть гонорара. Однако сам Доу к работе приступил значительно позже выплаты ему денег.
В фондах Эрмитажа имеется портрет И. Ф. Паскевича работы Доу, содержащий авторскую подпись и дату: Geo Dawe RA pinxt 1823, его основные отличия от галерейного — более тёмная колористическая гамма, немного меньшие размеры и, самое главное: Паскевич изображён на нейтральном однотонном фоне без генерал-адъютантских атрибутов и шинели (холст, масло, 69 × 60,7 см, инвентарный № ГЭ-6464). С тыльной стороны имеется старинная наклейка с надписью: Генералъ Адъютантъ Паскевичъ № 8. Этот портрет находился в собственности великого князя Михаила Павловича и до 1894 года хранился в Михайловском дворце. После выкупа Михайловского дворца в казну и устройства в нём Русского музея, этот вариант портрета И. Ф. Паскевича оказался в особняке графини Карловой, после Октябрьской революции был национализирован и в 1923 году передан в Эрмитаж.
На портрете из Военной галереи Паскевич показан с атрибутами генерал-адъютанта, это звание он получил 12 декабря 1824 года, соответственно начат портрет был после этой даты. Закончен же галерейный портрет был не позже начала апреля 1825 года, поскольку в Лондоне фирмой Messrs Colnaghi по заказу петербургского книготорговца С. Флорана была сделана гравюра Г. Доу с указанием даты 1 мая 1825 года (учитывая самое начало навигации время доставки образца для гравюры из Санкт-Петербурга в Лондон морем составляло две-три недели). Отпечаток этой гравюры также имеется в собрании Эрмитажа (бумага, меццо-тинто, 66,5 × 48,3 см, инвентарный № ЭРГ-466). 7 сентября 1825 года готовый портрет был принят в Эрмитаж.
Существовал ещё один вариант портрета Паскевича работы Доу, выполненный в 1829 году, когда Паскевич приезжал с Кавказа в Санкт-Петербург по случаю награждения его орденами Св. Андрея Первозванного и Св. Георгия 1-й степени. Современное местонахождение этого портрета не установлено, известен он по литографии П. И. Мейера, один из сохранившихся отпечатков которой имеется в Государственном музее А. С. Пушкина на Пречистенке в Москве (бумага, литография, 32,1 × 26,5 см, инвентарный № Э-7778). Этот портрет повторяет вариант из Военной галереи, однако на нем показаны чрезплечная Андреевская лента, несколько новых медалей и звезды орденов Св. Андрея Первозванного, Св. Владимира 1-й степени и Св. Георгия 1-го класса, а также немного изменён запа́х шинели.
Известно множество копий и вариантов портрета Паскевича работы Доу, исполненных разными художниками и гравёрами. На них варьируются мундиры, в которых изображён Паскевич, и набор наград, которые добавлялись на портретах по мере получения Паскевичем новых отличий (ряд гравюр описан и опубликован Д. А. Ровинским).

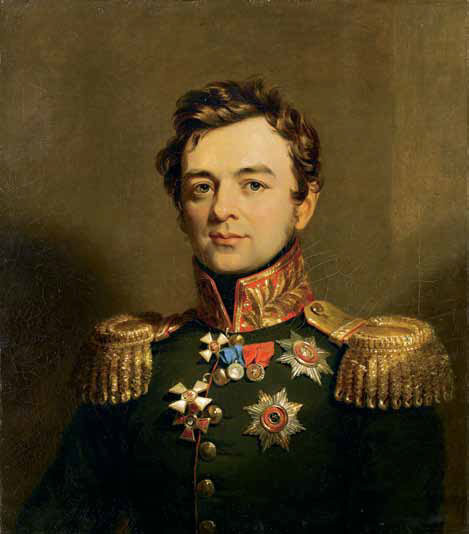
Вариант портрета, принадлежавший великому князю Михаилу Павловичу. Эрмитаж
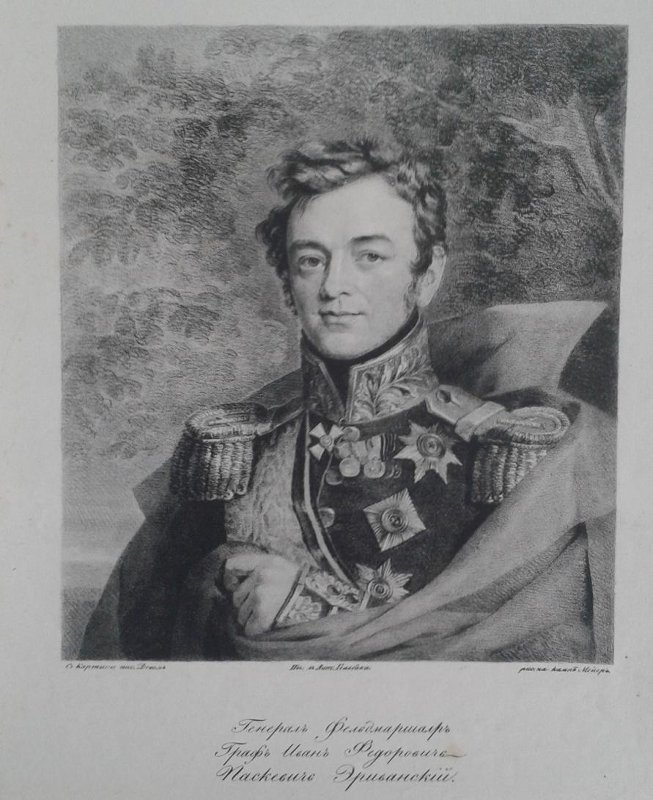
Гравюра П. И. Мейера по варианту портрета 1829 года. Музей А. С. Пушкина на Пречистенке
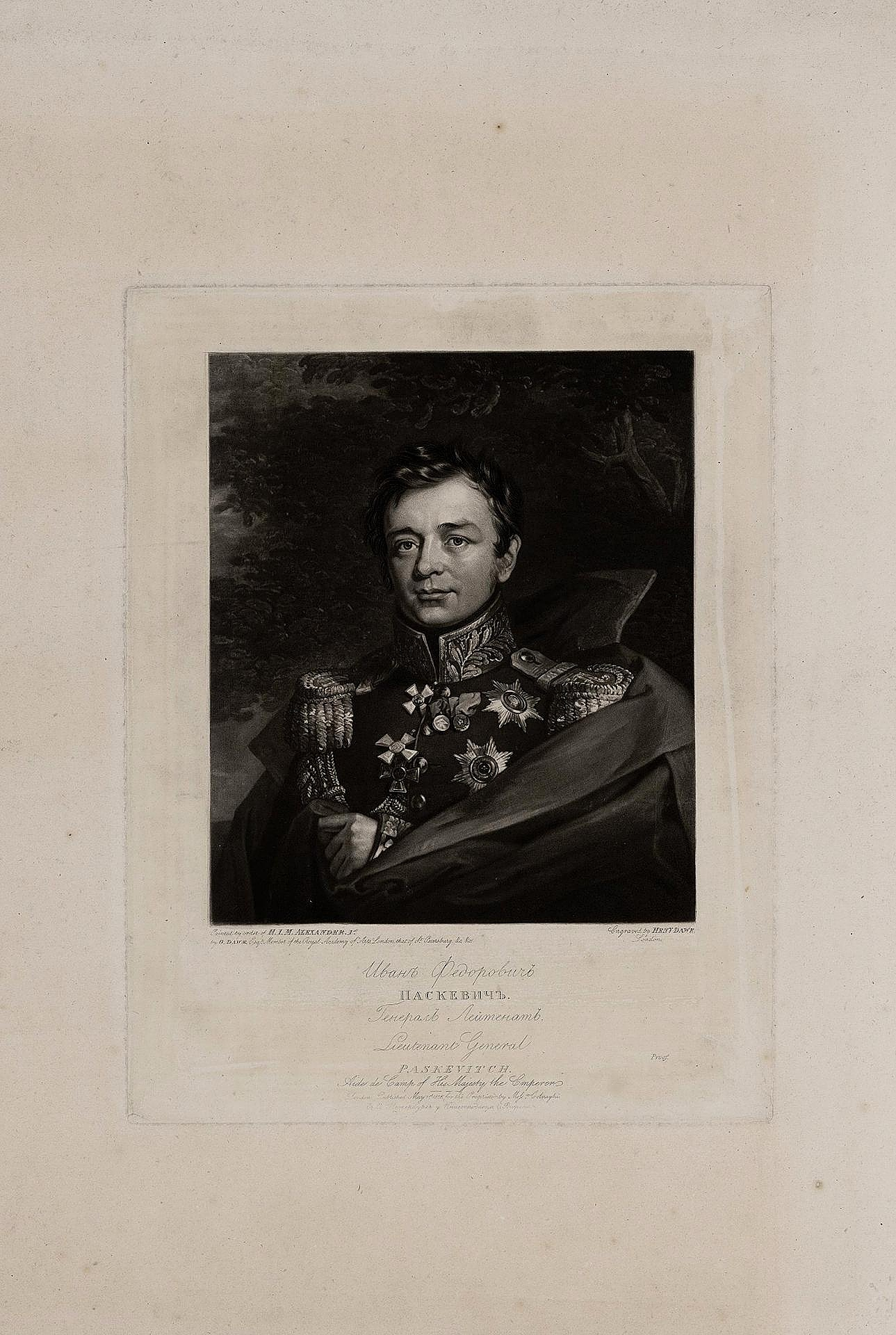
Гравюра Генри Доу по галерейному портрету. Эрмитаж
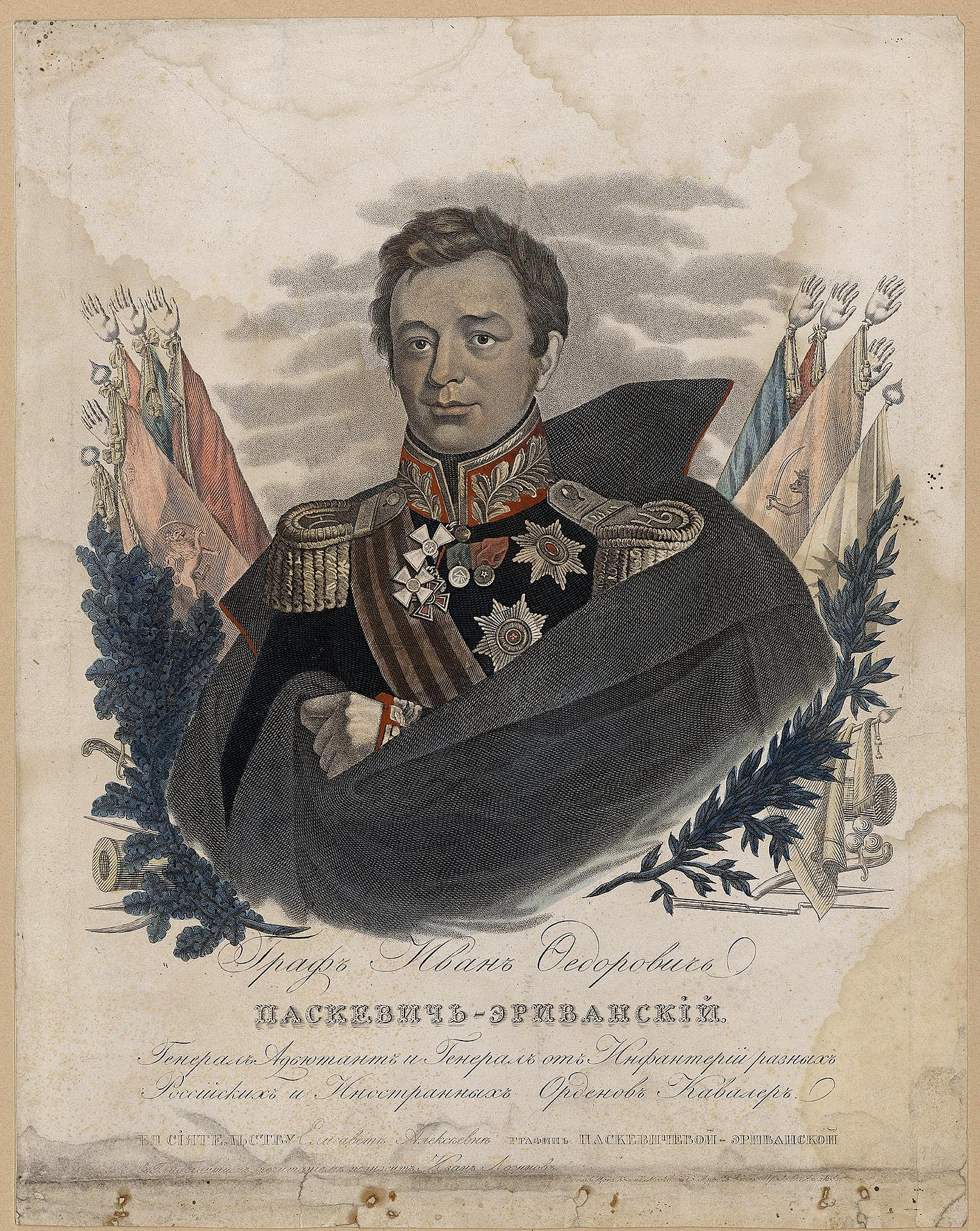
Гравюра И. Логинова. Вариант с чрезплечной Георгиевской лентой. Эрмитаж
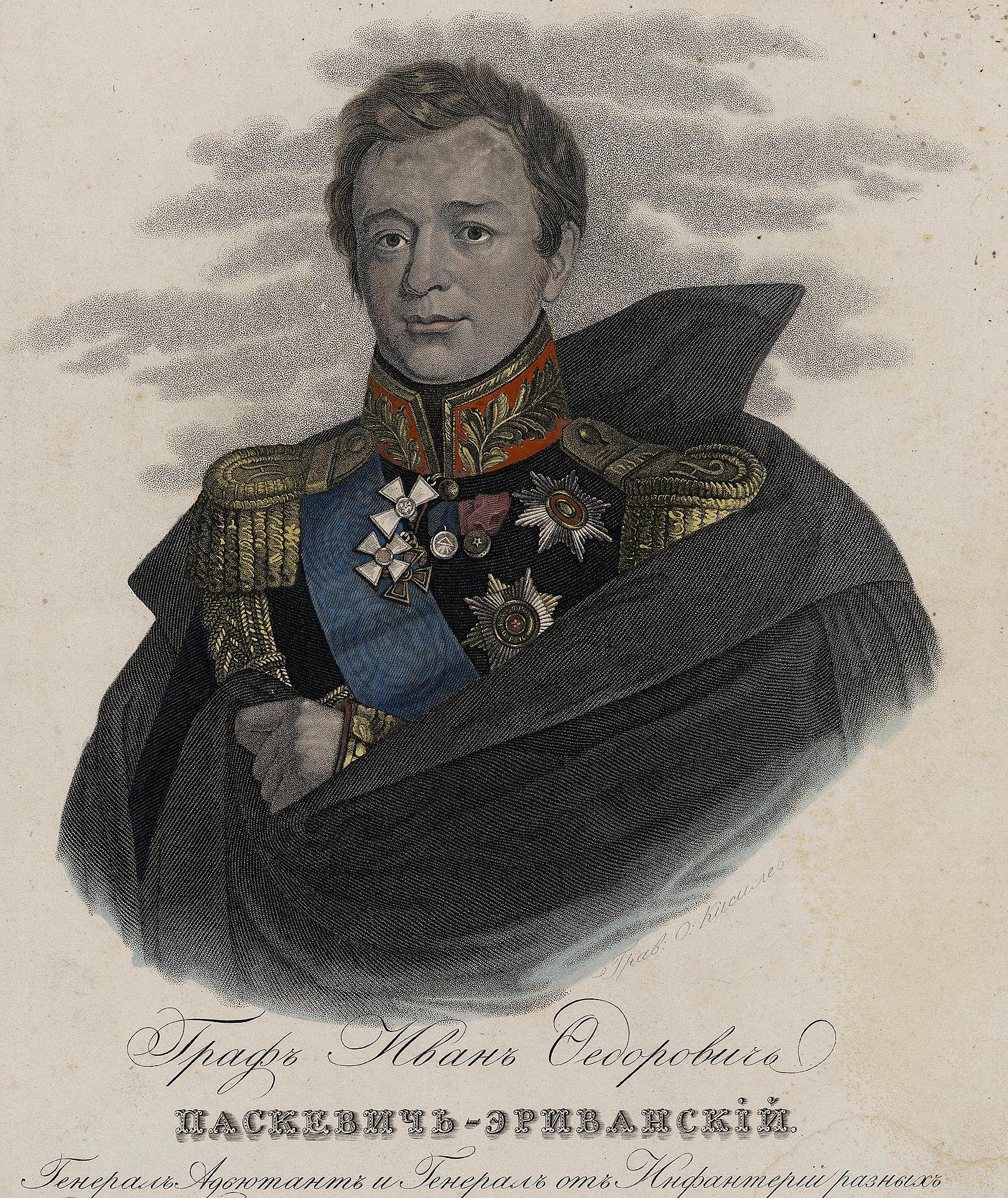
Гравюра О. Киселёва. Вариант с чрезплечной Андреевской лентой. Эрмитаж
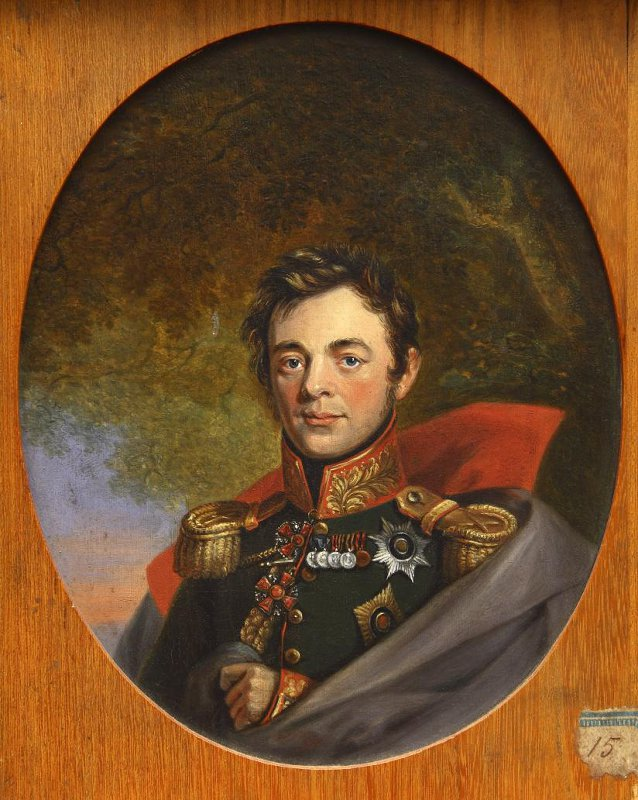
Миниатюра неизвестного художника. Алупкинский музей-заповедник
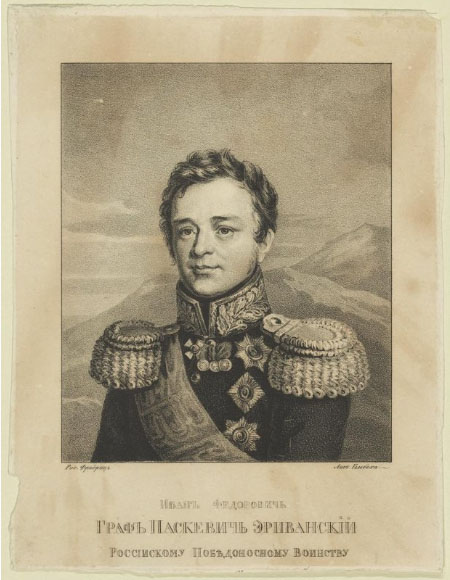
Гравюра И. П. Фридрица. ГМИИ им. Пушкина
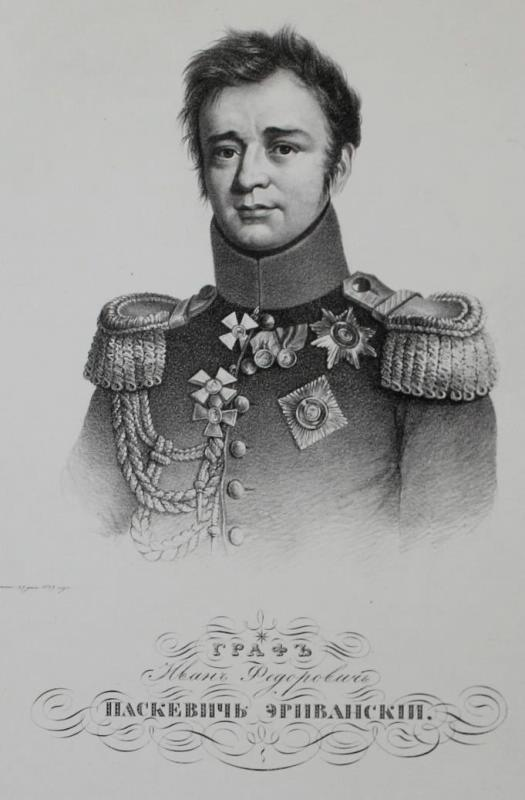
Гравюра неизвестного художника. Паскевич изображён в вицмундире образца 1817 года. Музей-усадьба «Приютино»